# Мостище (Баскаковское сельское поселение)
Мостище — деревня в Гагаринском районе Смоленской области России. Входит в состав Баскаковского сельского поселения.

## География
Расположена в северо-восточной части области в 14 км к западу от Гагарина, в 8 км севернее автодороги М1 «Беларусь», на берегу реки Долгая. В 1 км южнее деревни расположена железнодорожная станция Серго-Ивановская на линии Москва — Минск. 
Часовой пояс
Мостище, как и вся Смоленская область, находится в часовой зоне МСК (московское время). Смещение применяемого времени относительно UTC составляет +3:00.

## История
В годы Великой Отечественной войны деревня была оккупирована гитлеровскими войсками в октябре 1941 года, освобождена в марте 1943 года.

## Население
По состоянию на 2007 год постоянного населения не имеет.